# BALLAD REBECCA
『BALLAD REBECCA』（バラード･レベッカ）は、1988年7月1日に発売されたレベッカのコンピレーション・アルバムである。

## 構成
CBS・ソニーから発売された8cmCDサイズのベスト・アルバムシリーズ「My Favorite Songs」のひとつとしてリリースされ、レベッカが1987年までに発表したバラード楽曲が収録されている。

## リリース
1988年7月1日にCBS・ソニーのFITZBEATレーベルから、8cmCDでリリースされた。

## 収録曲
| 全作曲: 土橋安騎夫、全編曲: レベッカ。 |                    |           |            |                                   |      |
| #                                      | タイトル           | 作詞      | 作曲・編曲 | 収録アルバム                      | 時間 |
| 1.                                     | 「NEVER TOO LATE」 | 宮原芽映  | 土橋安騎夫 | 『WILD & HONEY』                  | 5:33 |
| 2.                                     | 「MAYBE TOMORROW」 | NOKKO     | 土橋安騎夫 | 『REBECCA IV 〜Maybe Tomorrow〜』 | 5:27 |
| 3.                                     | 「WHITE SUNDAY」   | NOKKO     | 土橋安騎夫 | 『TIME』                          | 4:22 |
| 4.                                     | 「真夏の雨」       | NOKKO     | 土橋安騎夫 | 『Poison』                        | 6:32 |
| 合計時間:                              | 合計時間:          | 合計時間: | 合計時間:  | 21:54                             |      |